# Голышинская волость
Голы́шинская волость — административно-территориальная единица в составе Севского уезда.
Административный центр — село Голышино.
Волость была образована в ходе реформы 1861 года; объединяла 6 населённых пунктов.
В 1880-х годах Голышинская волость была упразднена, а её территория вошла в Селеченскую волость.
Ныне территория бывшей Голышинской волости разделена между Севским и Комаричским районами Брянской области.